# 関根謙司
関根 謙司（せきねけんじ、1950年 - ）は、アラブ文学研究者、文京学院大学教授。

## 略歴
東京都生まれ。1973年慶應義塾大学商学部卒。1976-79年アジア・アフリカ語学院本科アラビア語科講師、79年7月カイロ大学文学部アラビア語・アラブ文学科ならびにカイロ・アラブ音楽院カーヌーン科留学（エジプト政府イスラーム最高会議奨学金留学生）、82年12月帰国。88年文京女子短期大学英語英文学科専任講師、92年文京女子大学経営学部専任講師、95年助教授、2000年教授、2002年改称改組で文京学院大学人間学部教授。アラブ文学のほか比較文化、インターネット研究を行う。

## 著書
- アラブ人の笑い 編著 六興出版 1977.12. ロッコウブックス
- アラブ文学史 西欧との相関 六興出版 1979.6
- ニューアラブへのパスポート 六興出版 1985.8
- 比較文化 杉山書店 1991.4
- ユダヤ・イスラーム生活誌 地中海世界の比較文化 杉山書店 1993.4
- マルチリンガルWebガイド マルチリンガルWebページの見方と作り方 三上吉彦,小原信利共著 オライリー・ジャパン 1997.8
- FreeBSDサーバ構築 OCNを使ったSOHO環境の実現 オライリー・ジャパン 1998.5
- イスラーム文化の世界 杉山書店 2000.10

## 翻訳
- 海に帰る鳥 ハリーム・バラカート 高井清仁共訳 現代アラブ小説全集 河出書房新社 1980

## 参考
- 「アラブ文学史」著者紹介
- J-GLOBAL
- http://www.u-bunkyo.ac.jp/faculty/staff/3747.html?id=3&category=3